# Roxton Falls (Quebec)

Roxton Falls (Le Village de Roxton Falls) é uma municipalidade do Condado de Acton, na província canadense de Quebec. É uma vila cercada inteiramente pelo Cantão de Roxton. Roxton Falls e o Cantão de Roxton são legalmente municipalidades distintas (com autoridades eleitas separadamente), mas a administração de ambas é fisicamente localizada na vila de Roxton Falls.
Roxton Falls possui somente umas poucas centenas de habitantes a mais que o Cantão de Roxton, porém concentrados numa área geográfica muito menor. A população de Roxton Falls era de 1.308 habitantes no fim de 2006.
|                                 | Norte: Acton Vale                     | Nordeste: Sainte-Christine |
| Oeste: Saint-Valérien-de-Milton | Cantão de Roxton envolve Roxton Falls | Leste: Béthanie            |
|                                 | Sul: Saint-Joachim-de-Shefford        |                            |